# Combined Community Codec Pack
Combined Community Codec Pack, más conocido por sus sigla CCCP, es una colección de códecs (filtros de compresión de video) empaquetados para Microsoft Windows, diseñados originalmente para la reproducción de fansubs de anime .  CCCP fue desarrollado y mantenido por miembros de varios grupos de subtítulos por fans.
El nombre es un juego de palabras con el nombre de la Unión Soviética; a saber, la versión en alfabeto cirílico de la abreviatura de su nombre completo Сою́з Сове́тских Социaлисти́ческих Респу́блик (Unión de Repúblicas Socialistas Soviéticas). Como parte de la broma, el logo del proyecto presenta la hoz y el martillo, así como la estrella de la bandera de la Unión Soviética .
CCCP se actualizó por última vez el 18 de octubre de 2015. Existen alternativas más actualizadas.

## Objetivo
CCCP fue creada para cumplir con lo siguiente:
- Mitigar los principales conflictos en los paquetes de códecs
- Estandarizar la reproducción de vídeo para la comunidad del anime.
- Compatibilidad con los archivos y formatos de vídeo más comunes.
- Fácil de instalar y desinstalar, incluso sin conocimientos técnicos.

El paquete es pequeño y compacto, sólo con lo necesario para la mayoría de vídeos; Se desactivó la compatibilidad con muchos códecs que consideró innecesarios. De este modo, puede evitar problemas causados por combinaciones inadecuadas de filtros, al ofrecer una solución de reproducción integral. Para ver un vídeo aprobado por CCCP, debería bastar con desinstalar los demás paquetes de códecs e instalar CCCP. Esta filosofía presenta algunas desventajas, ya que muchos formatos no están activados por defecto, el usuario debe activarlos manualmente. Además, a diferencia de muchos paquetes de la competencia, CCCP está diseñado en torno a la decodificación en lugar de la codificación, por lo tanto, no incluye muchos codificadores de video.
El CCCP está diseñado sólo para el sistema operativo Microsoft Windows y funciona con Windows XP/Vista/7/8/10. La última versión compatible con Windows 2000 es 2010-10-10; la última versión compatible con Windows 98/Me es 2007-02-22.

## Recepción
En 2006, On2 comenzó a recomendar CCCP como una solución de decodificación simple para alimentar video y audio a su aplicación de codificación Flix.  El personal de CCCP recomienda no utilizar el parche de registro incluido de On2, sino activar o desactivar los códecs necesarios dentro del menú de configuración de CCCP.[cita requerida]. En 2009, la revista alemana C't recomendó CCCP como el único paquete de códecs confiable disponible en la actualidad. 

## Detalles técnicos

### Contenido
Nota: Instalar todos estos por separado no tendrá el mismo efecto que instalar CCCP porque el Media Player Classic Home Cinema está personalizado y también lo son todas las configuraciones de los componentes. 
- Gabest's FLV Splitter
- Haali Media Splitter
- LAV filters
- Media Player Classic Home Cinema lite (custom build)
- xy-VSFilter

CCCP agrega códecs de vídeo para Windows (VFW) y filtros DirectShow al sistema, de modo que los reproductores basados en DirectShow/VFW como MPC, Winamp y Windows Media Player los utilizarán automáticamente.
- Formatos de contenedor : AVI, OGM, MKV, MP4, FLV, 3GP y TS
- Códecs de vídeo : H.262/MPEG-2 Parte 2, MPEG-4 ASP genérico ( 3ivx, lavc, etc.), DivX, XviD, H.264/MPEG-4 AVC, WMV9, FLV1 y Theora
- Códecs de audio : MP1, MP2, MP3, AC3, DTS, AAC, Vorbis, LPCM, FLAC, TTA y WavPack

### Formatos notables no compatibles de forma nativa
- Nullsoft Streaming Video .nsv
- QuickTime .qt .mov (Se puede reproducir con MPC de CCCP instalando el software oficial QuickTime o QuickTime Alternative )
- RealMedia .rm .rmvb (Se puede reproducir con el MPC de CCCP instalando el software oficial RealPlayer o Real Alternative )